# Parti de l'indépendance (Islande)
Pour les articles homonymes, voir Parti de l'indépendance.
Le Parti de l’indépendance (en islandais : Sjálfstæðisflokkur, abrégé en SJ) est un parti politique islandais conservateur.
Il est, avec le Parti du progrès, l'un des deux partis dominant la vie politique islandaise depuis l'indépendance du pays.

## Histoire
Fondé le 25 mai 1929, il résulte de la fusion du Parti conservateur et du Parti libéral, en vue de totalement rompre les liens de l'Islande avec le Danemark. Dès sa première élection en 1931, il est devenu le plus grand parti politique d'Islande.
Dans la période récente, son principal dirigeant a été Davíð Oddsson, Premier ministre de 1991 à 2004, date à laquelle le SJ a volontairement laissé à son partenaire de coalition, le Parti du progrès, le poste de Premier ministre. Mais cela n’aura duré que deux ans puisque le président du SJ, Geir Haarde, est Premier ministre de 2006 à 2009.
En 1994, le SJ a perdu la mairie de Reykjavik, qu’il détenait depuis plus de cinquante ans, au profit du Parti des femmes (membre de l’Alliance).
À la suite de la « révolution des casseroles », consécutive à la crise de 2008, le gouvernement de Geir Haarde démissionne en janvier 2009. Les élections législatives anticipées du mois d'avril sont marquées par la victoire de la coalition de gauche au détriment du Parti de l'indépendance qui, pour la première fois, perd sa place de premier parti du pays.
Cependant, après quatre ans dans l'opposition, il remporte les élections législatives de 2013 et revient au pouvoir, en coalition avec le Parti du progrès. Lors du scrutin suivant en octobre 2016, le SJ arrive en tête et forme un gouvernement dirigé par Bjarni Benediktsson en coalition avec Viðreisn et Avenir radieux. Enfin, depuis le 30 novembre 2017, le SJ fait partie du gouvernement de Katrín Jakobsdóttir, en coalition cette fois-ci avec le Mouvement des verts et de gauche et le Parti du progrès.
Le 2 mars 2025, Guðrún Hafsteinsdóttir est élue avec 50.1% des voix devant Áslaug Arna Sigurbjörnsdóttir, devenant la première femme à diriger ce parti et son vice-président est Jens Garðar Helgason, élu avec 53.2% des voix.

## Idéologie
Il soutient l’appartenance islandaise à l’OTAN, mais est opposé à une adhésion à l’Union européenne (l’Islande ne participe qu’à l’Espace économique européen).
Il est réputé proche du Parti républicain des États-Unis.

## Présidents du parti
Le tableau ci-dessous montre la liste des présidents du Parti de l’indépendance depuis sa fondation en 1929. Signe de l’importance du parti en Islande, tous les présidents de ce parti ont accédé au poste de Premier ministre, à l'exception de ce dirigeante actuelle.
| Président              | du              | au              |
| ---------------------- | --------------- | --------------- |
| Jón Þorláksson         | 29 mai 1929     | 2 octobre 1934  |
| Ólafur Thors           | 2 octobre 1934  | 22 octobre 1961 |
| Bjarni Benediktsson    | 22 octobre 1961 | 10 juillet 1970 |
| Jóhann Hafstein (en)   | 10 juillet 1970 | 12 octobre 1973 |
| Geir Hallgrímsson      | 12 octobre 1973 | 6 novembre 1983 |
| Þorsteinn Pálsson      | 6 novembre 1983 | 10 mars 1991    |
| Davíð Oddsson          | 10 mars 1991    | 16 octobre 2005 |
| Geir Haarde            | 16 octobre 2005 | 29 mars 2009    |
| Bjarni Benediktsson    | 29 mars 2009    | 2 mars 2025     |
| Guðrún Hafsteinsdóttir | 2 mars 2025     |                 |

## Résultats électoraux

### Législatives: au niveau national
| Élection | Voix   | %     | Sièges  | Position | Gouvernement                                                         |
| -------- | ------ | ----- | ------- | -------- | -------------------------------------------------------------------- |
| 1931     | 16 891 | 43,8  | 15 / 42 | 2e       |                                                                      |
| 1933     | 17 131 | 48,0  | 20 / 42 | 1er      |                                                                      |
| 1934     | 21 974 | 42,3  | 20 / 49 | 1er      |                                                                      |
| 1937     | 24 132 | 41,3  | 17 / 49 | 2e       |                                                                      |
| 07/1942  | 22 975 | 39,5  | 17 / 49 | 2e       |                                                                      |
| 10/1942  | 23 001 | 38,5  | 20 / 52 | 1er      |                                                                      |
| 1946     | 26 428 | 39,5  | 20 / 52 | 1er      |                                                                      |
| 1949     | 28 546 | 39,5  | 19 / 52 | 1er      |                                                                      |
| 1953     | 28 738 | 37,1  | 21 / 52 | 1er      |                                                                      |
| 1956     | 35 027 | 42,4  | 19 / 52 | 1er      |                                                                      |
| 06/1959  | 36 029 | 42,5  | 20 / 52 | 1er      |                                                                      |
| 10/1959  | 33 800 | 39,7  | 24 / 60 | 1er      |                                                                      |
| 1963     | 37 021 | 41,4  | 24 / 60 | 1er      |                                                                      |
| 1967     | 36 036 | 37,5  | 23 / 60 | 1er      |                                                                      |
| 1971     | 38 170 | 36,2  | 22 / 60 | 1er      |                                                                      |
| 1974     | 48 764 | 42,7  | 25 / 60 | 1er      |                                                                      |
| 1978     | 39 982 | 32,7  | 20 / 60 | 1er      |                                                                      |
| 1979     | 43 838 | 35,4  | 21 / 60 | 1er      |                                                                      |
| 1983     | 50 251 | 38,6  | 23 / 60 | 1er      |                                                                      |
| 1987     | 41 490 | 27,2  | 18 / 63 | 1er      |                                                                      |
| 1991     | 60 836 | 38,6  | 26 / 63 | 1er      | Oddsson I                                                            |
| 1995     | 61 183 | 37,1  | 25 / 63 | 1er      | Oddsson II                                                           |
| 1999     | 67 513 | 40,7  | 26 / 63 | 1er      | Oddsson III                                                          |
| 2003     | 61 701 | 33,6  | 22 / 63 | 1er      | Oddsson IV (2003-2004), Ásgrímsson (2004-2006), Haarde I (2006-2007) |
| 2007     | 66 754 | 36,6  | 25 / 63 | 1er      | Haarde II                                                            |
| 2009     | 44 371 | 23,7  | 16 / 63 | 2e       | Opposition                                                           |
| 2013     | 50 454 | 26,7  | 19 / 63 | 1er      | Gunnlaugsson (2013-2016), Jóhannsson (2016-2017)                     |
| 2016     | 54 990 | 29,0  | 21 / 63 | 1er      | Benediktsson I                                                       |
| 2017     | 49 543 | 25,2  | 16 / 63 | 1er      | Jakobsdóttir I                                                       |
| 2021     | 48 708 | 24,39 | 16 / 63 | 1er      | Jakobsdóttir II (2021-2024), Benediktsson II (2024)                  |
| 2024     | 41 143 | 19,36 | 14 / 63 | 2e       | Opposition                                                           |

### Législatives: par circonscription
| Année | Nord Ouest | Nord Ouest | Nord Est | Nord Est | Sud  | Sud    | Sud Ouest | Sud Ouest | Reykjavik Sud | Reykjavik Sud | Reykjavik Nord | Reykjavik Nord |
| Année | %          | Sièges     | %        | Sièges   | %    | Sièges | %         | Sièges    | %             | Sièges        | %              | Sièges         |
| ----- | ---------- | ---------- | -------- | -------- | ---- | ------ | --------- | --------- | ------------- | ------------- | -------------- | -------------- |
| 2003  | 29,6       | 3 / 10     | 23,5     | 2 / 10   | 29,2 | 3 / 10 | 38,4      | 5 / 11    | 38,0          | 5 / 11        | 35,5           | 4 / 11         |
| 2007  | 29,1       | 3 / 9      | 28,0     | 3 / 10   | 36,0 | 4 / 10 | 42,6      | 6 / 12    | 39,2          | 5 / 11        | 36,4           | 4 / 11         |
| 2009  | 22,9       | 2 / 9      | 17,5     | 2 / 10   | 26,2 | 3 / 10 | 27,6      | 4 / 12    | 23,2          | 3 / 11        | 21,4           | 2 / 11         |
| 2013  | 24,7       | 2 / 8      | 22,6     | 2 / 10   | 28,3 | 4 / 10 | 30,7      | 5 / 13    | 26,8          | 3 / 11        | 23,4           | 3 / 11         |
| 2016  | 26,5       | 3 / 8      | 29,5     | 3 / 10   | 31,5 | 4 / 10 | 33,9      | 5 / 13    | 25,6          | 3 / 11        | 24,4           | 3 / 11         |
| 2017  | 24,5       | 2 / 8      | 20,3     | 2 / 10   | 25,2 | 3 / 10 | 30,9      | 4 / 13    | 22,8          | 2 / 11        | 22,6           | 3 / 11         |
| 2021  | 22,5       | 2 / 8      | 18,5     | 2 / 10   | 24,6 | 3 / 10 | 30,2      | 4 / 13    | 22,8          | 3 / 11        | 20,9           | 2 / 11         |